# Río Cervera
El río Cervera, también llamado rambla de Cervera y río Seco, es un río del este de la península ibérica que discurre por el norte de la provincia de Castellón, en España. 

## Curso
El Cervera nace en Los Puertos de Morella, en el término de Morella. El barranco Gibalcolla está en la cabecera. El río crece con la unión del barranco de Vallivana (formado por los barrancos de la Bota, de Querol y de los Corrales, entre otros), que nace en el puerto de Querol, en el collado de Vallivana, en medio de la sierra de Vallivana, y del barranco de Salvassoria, que baja de los Carpinteros y la Llécua.
Pasa rápidamente por el Alto Maestrazgo y recorre el Bajo Maestrazgo en dirección de este a sureste, recogiendo las aguas de los múltiples barrancos que afluyen a su cauce. Recibe el nombre de la villa de Cervera del Maestre y pasa muy cerca de la localidad de Cálig. El otro nombre con el que se le conoce, río Seco, hace referencia a la falta de agua y el poco caudal que lleva el río habitualmente.
Desemboca en la playa de la Mar Xica, en el término municipal de Benicarló.